# Wichradz
Wichradz – wieś sołecka w Polsce położona w województwie mazowieckim, w powiecie grójeckim, w gminie Warka.
Wieś królewska położona była w drugiej połowie XVI wieku w powiecie wareckim ziemi czerskiej województwa mazowieckiego. W latach 1975–1998 miejscowość administracyjnie należała do województwa radomskiego. W Wichradzu urodził się Roman Jagieliński, w latach 1991–2005 poseł na Sejm I, II, III i IV kadencji, w latach 1995–1997 minister rolnictwa i wiceprezes Rady Ministrów.